# اوريزابا
اوريزابا (بالإسبانية: Orizaba)‏ هي مدينة في المكسيك، ، وهي عاصمتها، بلغ عدد سكانها 226,005  نسمة وذلك حسب إحصائيات سنة 2015، تبلغ مساحتها 27.97 كيلومتر مربع، رمزها البريدي هو 94300.

## المناخ
يظهر الجدول التالي التغييرات المناخية على مدار السنة لاوريزابا:
| البيانات المناخية لـاوريزابا            | البيانات المناخية لـاوريزابا | البيانات المناخية لـاوريزابا | البيانات المناخية لـاوريزابا | البيانات المناخية لـاوريزابا | البيانات المناخية لـاوريزابا | البيانات المناخية لـاوريزابا | البيانات المناخية لـاوريزابا | البيانات المناخية لـاوريزابا | البيانات المناخية لـاوريزابا | البيانات المناخية لـاوريزابا | البيانات المناخية لـاوريزابا | البيانات المناخية لـاوريزابا | البيانات المناخية لـاوريزابا |
| الشهر                                   | يناير                        | فبراير                       | مارس                         | أبريل                        | مايو                         | يونيو                        | يوليو                        | أغسطس                        | سبتمبر                       | أكتوبر                       | نوفمبر                       | ديسمبر                       | المعدل السنوي                |
| --------------------------------------- | ---------------------------- | ---------------------------- | ---------------------------- | ---------------------------- | ---------------------------- | ---------------------------- | ---------------------------- | ---------------------------- | ---------------------------- | ---------------------------- | ---------------------------- | ---------------------------- | ---------------------------- |
| الدرجة القصوى °م (°ف)                   | 31.5 (88.7)                  | 33.2 (91.8)                  | 36.2 (97.2)                  | 37.3 (99.1)                  | 38.4 (101.1)                 | 35.2 (95.4)                  | 30.0 (86.0)                  | 29.6 (85.3)                  | 31.0 (87.8)                  | 31.0 (87.8)                  | 32.5 (90.5)                  | 30.0 (86.0)                  | 38.4 (101.1)                 |
| متوسط درجة الحرارة الكبرى °م (°ف)       | 21.0 (69.8)                  | 22.2 (72.0)                  | 24.1 (75.4)                  | 26.5 (79.7)                  | 27.4 (81.3)                  | 26.4 (79.5)                  | 25.1 (77.2)                  | 25.5 (77.9)                  | 25.2 (77.4)                  | 23.6 (74.5)                  | 23.0 (73.4)                  | 21.3 (70.3)                  | 24.3 (75.7)                  |
| المتوسط اليومي °م (°ف)                  | 14.8 (58.6)                  | 15.9 (60.6)                  | 17.4 (63.3)                  | 19.5 (67.1)                  | 20.9 (69.6)                  | 20.8 (69.4)                  | 19.6 (67.3)                  | 19.8 (67.6)                  | 20.1 (68.2)                  | 18.4 (65.1)                  | 17.1 (62.8)                  | 15.7 (60.3)                  | 18.3 (64.9)                  |
| متوسط درجة الحرارة الصغرى °م (°ف)       | 8.5 (47.3)                   | 9.5 (49.1)                   | 10.7 (51.3)                  | 12.6 (54.7)                  | 14.3 (57.7)                  | 15.1 (59.2)                  | 14.2 (57.6)                  | 14.1 (57.4)                  | 15.0 (59.0)                  | 13.3 (55.9)                  | 11.3 (52.3)                  | 10.1 (50.2)                  | 12.4 (54.3)                  |
| أدنى درجة حرارة °م (°ف)                 | −1.0 (30.2)                  | 0.5 (32.9)                   | 1.0 (33.8)                   | 3.2 (37.8)                   | 6.5 (43.7)                   | 8.8 (47.8)                   | 8.5 (47.3)                   | 6.4 (43.5)                   | 1.2 (34.2)                   | 1.3 (34.3)                   | 1.0 (33.8)                   | 0.2 (32.4)                   | −1.0 (30.2)                  |
| الهطول مم (إنش)                         | 33.1 (1.30)                  | 44.2 (1.74)                  | 36.0 (1.42)                  | 57.3 (2.26)                  | 92.8 (3.65)                  | 360.0 (14.17)                | 422.2 (16.62)                | 397.6 (15.65)                | 426.9 (16.81)                | 200.0 (7.87)                 | 69.0 (2.72)                  | 54.1 (2.13)                  | 2٬193٫3 (86.35)              |
| متوسط أيام هطول الأمطار (≥ 0.1 mm)      | 11.1                         | 11.0                         | 9.6                          | 10.7                         | 11.0                         | 23.7                         | 26.4                         | 26.5                         | 25.5                         | 20.6                         | 11.4                         | 12.5                         | 200.0                        |
| متوسط الرطوبة النسبية (%)               | 79                           | 76                           | 73                           | 72                           | 74                           | 78                           | 81                           | 80                           | 82                           | 82                           | 80                           | 81                           | 78                           |
| ساعات سطوع الشمس الشهرية                | 135                          | 125                          | 143                          | 147                          | 136                          | 122                          | 119                          | 137                          | 102                          | 114                          | 130                          | 128                          | 1٬539                        |
| المصدر: Servicio Meteorológico Nacional |                              |                              |                              |                              |                              |                              |                              |                              |                              |                              |                              |                              |                              |

## مدن توأم
المدن التوأم:
- بورتسموث, فيرجينيا
- Ciudad Serdán [الإنجليزية]‏.

## أعلام
- ساول سانشيز
- ألفريدو سانتشيز
- أوليفر فرنانديز
- بيدرو بابلو أوسوريو
- أدريان سيلفا مورينو
- رافاييل ديلغادو
- أرماندو أورتيغا